# Davide Michielli
Davide Michielli Strobel (San Candido, 26 gennaio 1988) è un giocatore di curling italiano di Cortina d'Ampezzo, atleta del Curling Club Dolomiti.

## Carriera agonistica

### Nazionale
Il suo esordio con la nazionale italiana allievi di curling è stato il festival olimpico europeo della gioventù (European Youth Olympic Winter Festival) del 2005, disputato a Monthey, in Svizzera: in quell'occasione l'Italia si piazzò al quinto posto.
In totale Michielli vanta 5 presenze in azzurro.
CAMPIONATI
Nazionale allievi:
- Festival olimpico europeo della gioventù
  - 2005 Monthey ( Svizzera) 5°

### Campionati italiani
Davide ha preso parte ai campionati italiani di curling inizialmente con il Curling Club Tofane, club con cui vince due titoli italiani nelle categorie giovanili (esordienti e ragazzi), poi con il Curling Club Dolomiti. Michielli è stato 3 volte campione d'Italia:
- Campionato italiano junior
  - 2006  con Giorgio Da Rin, Matteo Siorpaes e Federico Baldisserra (CC Tofane)
  - 2007  con Giorgio Da Rin, Matteo Siorpaes e Alberto Alverà (CC Tofane)
  - 2008  con Giorgio Da Rin, Matteo Siorpaes e Alberto Alverà (CC Dolomiti)

## Altro
Davide è nipote dell'alpinista Albino Michielli.